# ألين لي
ألين لي (بالصينية: 李鵬飛) هو قاضي صلح ‏ وسياسي صيني، ولد في 24 أبريل 1940 في شاندونغ في الصين. حزبياً، نشط في الحزب الليبرالي ‏.

## مناصب
- انتخب عضو كبير غير رسمي [الإنجليزية]‏ (1988 – 15 نوفمبر 1991).
- انتخب عضو مجلس الشعب الصيني  [لغات أخرى]‏ خلال فترته النيابية [الإنجليزية]‏.
- انتخب عضو صيني كبير غير رسمي [الإنجليزية]‏.
- انتخب عضو المجلس التشريعي المؤقت ‏.